# 蔡美人 (宋文帝)
蔡美人（5世纪?—458年），南朝宋文帝刘义隆的美人，生皇十四子海陵王刘休茂。
大明二年（458年），孝武帝刘骏攻杀了异母弟弟刘休茂，刘休茂的母亲蔡氏与妻子皆自杀。